# Koralahosahalli, Piriyapatna
Koralahosahalli là một làng thuộc tehsil Piriyapatna, huyện Mysore, bang Karnataka, Ấn Độ.